# Dansaire capnegre
El dansaire capnegre (Saltator atriceps) és un ocell de la família dels tràupid (Thraupidae).

## Hàbitat i distribució
Habita els cantells de la selva pluvial, vegetació secundària, brossa, arbusts i boscos de Mèxic des del centre de Guerrero, est de San Luis Potosí, sud de Tamaulipas, Veracruz, est de Puebla, oest, nord i est d'Oaxaca, Chiapas i la península del Yucatán, cap al sud, fins l'est de Panamà.